# Siciliqua
Siciliqua (Sicilicus) war eine Masseneinheit (Gewichtsmaß) und galt auf Grund der Größe als Apothekergewicht.
Für das altrömische Gewichtsmaß galt
- 1 Siciliqua = 2 Drachmen = ½ Lot
- 1 Siciliqua = 1 Sextula + 2 Scrupel[1]= 2 Quentchen[2]